# Wissenschaftsrat
Wissenschaftsrat est le Conseil scientifique, organe consultatif de l'Allemagne créé en 1957.
Le Conseil scientifique Wissenschaftsrat participe aux consultations sur le développement du contenu et la structure du système d'enseignement supérieur ainsi que le financement public des installations de recherche. Ces actions concernent les institutions scientifiques et éducatives (universités, lycées, collèges, instituts de recherche, etc.). 

## Actions
- Accréditation des établissements supérieurs privés et confessionnels (depuis 2001)
- Évaluation des établissements de recherche non-universitaires
- Conseiller le gouvernement fédéral et les gouvernements des Länder dans le domaine du soutien à la recherche
- Conseils sur les études supérieures et le développement du système de la science
- Mise en œuvre de l'Initiative d'excellence allemande (conjointement avec la Fondation allemande pour la recherche).

## Constitutions
Le groupe d'experts est constitué par des délégués du gouvernement fédéral et des seize Länder. L'Assemblée générale, du Conseil Wissenschaftsrat, est composée de deux comités paritaires : la Commission scientifique avec des scientifiques et des représentants du public et de la Commission administrative des représentants des gouvernements fédéral et des länder. Les délibérations du Conseil scientifique Wissenschaftsrat sont organisées tous les trimestres.
Le bureau du Conseil scientifiques Wissenschaftsrat est domicilié à Cologne.

## Membres célèbres
- Natalie Grams, lanceuse d'alerte sur l'homéopathie depuis 2017[1].
- Gisela Engeln-Müllges, mathématicienne et artiste.